# Birgit Voßkühler
Birgit Voßkühler (* 23. April 1963) ist eine deutsche Richterin. Seit Februar 2020 ist sie Präsidentin des Hamburgischen Verfassungsgerichts. Sie ist die erste Frau in diesem Amt und zugleich erste Präsidentin aus dem Bereich der Arbeitsgerichtsbarkeit.

## Leben
Voßkühler begann nach ihrem Abitur am Ernst-Moritz-Arndt-Gymnasium in Osnabrück 1982 noch im selben Jahr ein Studium der Rechtswissenschaft an der Philipps-Universität Marburg. 1984 wechselte sie an die Universität Hamburg. In Hamburg bestand sie 1988 die Erste Juristische Staatsprüfung. Von 1989 bis 1992 war sie wissenschaftliche Mitarbeiterin am Max-Planck-Institut für ausländisches und internationales Privatrecht. Nach dem Rechtsreferendariat in Hamburg bestand sie im September 1993 die Zweite Juristische Staatsprüfung. Danach trat sie am 1. Dezember 1993 in den Hamburgischen Justizdienst ein und wurde zur Richterin auf Probe ernannt.
Voßkühler wurde am 1. Dezember 1996 Richterin am Arbeitsgericht Hamburg und am 1. Oktober 2008 dessen Vizepräsidentin. Am 19. März 2013 erfolgte die Ernennung zur Vorsitzenden Richterin am Landesarbeitsgericht Hamburg, dessen Vizepräsidentin sie am 1. Februar 2017 wurde. Am 9. Juni 2021 wurde sie zur Präsidentin des Landesarbeitsgericht Hamburg gewählt.
Voßkühler wurde am 4. Juni 2014 von der Hamburgischen Bürgerschaft zum vertretenden Mitglied und am 3. März 2016 zum Mitglied des Hamburgischen Verfassungsgerichts gewählt. Am 29. Januar 2020 wurde sie zur Präsidentin des Verfassungsgerichts gewählt. Von den 107 gültigen abgegebenen Stimmen entfielen 96 auf Birgit Voßkühler. Sie trat ihr Amt am 1. Februar 2020 an. Sie ist die erste Frau in diesem Amt und zugleich erste Präsidentin aus dem Bereich der Arbeitsgerichtsbarkeit.
Von 1995 bis 2008 nahm sie zudem Lehraufträge an der Universität Hamburg wahr. 2003 und 2006 übernahm sie im Rahmen von Honorarverträgen Aufgaben an der Hochschule für angewandte Wissenschaften, Hamburg. Seit 2010 war Birgit Voßkühler mehrfach im Rahmen von Einsätzen als Kurzzeitexpertin der Gesellschaft für internationale Zusammenarbeit in Georgien tätig. Zudem ist sie Geschäftsführerin beim Deutschen Arbeitsgerichtsverband.
Voßkühler ist Obfrau des Bühnenschiedsgerichts des Deutschen Bühnenvereins, Landesverband Nord, für Rechtsstreitigkeiten zwischen Theatern und Arbeitnehmern/Künstlern.

## Gerichtsverfahren und Positionen
Unter der Präsidentschaft von Birgit Voßkühler entschied das Hamburgische Verfassungsgericht im Dezember 2020 einstimmig, dass das geplante Volksbegehren zur Streichung der Hamburger Schuldenbremse verfassungswidrig sei und daher nicht durchgeführt werden dürfe.
Als im Februar 2021 Hamburg vom Bund eine Verlängerung des Ende 2021 auslaufenden Pakts für den Rechtsstaat zur Finanzierung neuer Richter- und Staatsanwaltsstellen in Deutschland verlangte, unterstützte die Präsidentin diese Forderung.

## Werke (Auswahl)
- mit Jan Peter Waehler (Hrsg.): Deutsches und sowjetisches Wirtschaftsrecht V, Mohr, Tübingen 1991, ISBN 978-3-16-145864-4.
- Funktionswandel des sowjetischen Unternehmensrechts? Zugleich ein Bericht über das V. Deutsch-sowjetische Juristensymposium zum Wirtschaftsrecht vom 23.–26. Oktober 1990 in Donezk/UdSSR. In: Rabels Zeitschrift für ausländisches und internationales Privatrecht, 55. Jahrgang, Heft 3, Mohr Verlag (Paul Siebeck), Tübingen 1991, ISSN 0033-7250, S. 551–562
- Familienarbeitsrecht als Motor des gesellschaftlichen Wandels?, in: Recht der Arbeit (RdA) 2019, S. 121–125.
- Mitautorin von: Jacob Joussen, Wilhelm Mestwerd, Helmut Nause, Karin Spelge (Hrsg.): MVG-EKD. Kirchengesetz über Mitarbeitervertretungen in der evangelischen Kirche in Deutschland. Kommentar. C. H. Beck Verlag, München 2020, ISBN 978-3-406-75142-4